# Robert-Jules Garnier
Robert-Jules Garnier (* 29. April 1883 in Sèvres; † 15. April 1958 in Condeau) war ein französischer Filmarchitekt, ein Pionier der heimischen Kinematographie.

## Leben und Wirken
Garnier, der führende Szenenbildner des frühen französischen Stummfilmserien-Kinos begann seine gestalterische Laufbahn 1905 als Ausstatter am Theater. Im darauf folgenden Jahr stieß er zur Filmproduktionsfirma Gaumont, für die er bis 1938 als deren Chefarchitekt wirkte. Sein erster nachweisbarer Kinofilm war 1909 die Kurzfilmproduktion „Molière“. Bis zum Ende des Ersten Weltkriegs feierte er zahlreiche Erfolge in enger Zusammenarbeit mit dem Regisseur Louis Feuillade. Garnier gestaltete die dekorativen Erscheinungsbilder zahlreicher Sensationsserien, allen voran zu Fantomas, Die Vampire und Judex. 
Weitere Zusammenarbeiten führten Garnier mit einigen führenden Regisseure der Frühzeit des französischen Kinos zusammen, darunter Louis Delluc, Marcel L’Herbier, Jacques Feyder und Jean Renoir, für den er 1925/26 die Bauten zu seiner Nana-Adaption nach der Vorlage des gleichnamigen Romans von Emile Zola umsetzte. Garniers Tonfilmdekorationen, ab 1939 als Freiberufler gestaltet, waren, abgesehen von Jacques Beckers Alltagsgeschichten aus der frühen Nachkriegszeit, „Zwei in Paris“ und „Jugend von heute“, wenig interessant.

## Filmografie (Auswahl)
- 1909: Molière
- 1910–1913: Calino (Serie)
- 1911: Capture gênante
- 1911: Carmen
- 1911: Faust et Marguerite
- 1911: Le tromphe du lutteur
- 1911: Mignonne
- 1911: La conquête de Don Juan
- 1911: Arizona Bill (Serie)
- 1912: Zigoto (Serie)
- 1912: Cœur ardent
- 1912: Oxford contre Martigues
- 1912: Sous la griffe
- 1912–1914: Onésime (Serie)
- 1913: Fantomas (Fantômas) (Serie)
- 1913: Lequel ?
- 1913: La mort du milliardaire
- 1913: Les papiers du mort
- 1913: Die letzten Tage von Byzanz (L’agonie de Bycance)
- 1913: Le placier de demain
- 1914: Ceux de la terre
- 1914: L’enfant et le chien
- 1914: Le mariage du frotteur
- 1914: Drames divers (Serie)
- 1914: La torpille aérienne
- 1915–1916: Die Vampire (Les vampires) (Serie)
- 1916: Judex (Serie)
- 1917: La nouvelle mission de Judex
- 1918: Vendémiaire
- 1919: Barrabas
- 1919: L’engrenage
- 1919: L’énigme
- 1919: L’homme sans visage
- 1919: Le nocturne
- 1920: Les deux gamines
- 1920: L’orpheline
- 1920: Eldorado
- 1920: L’Homme du large – Ein Mann der See (L’homme du large)
- 1921: Parisette
- 1921: Fièvre
- 1921: Villa destin
- 1922: Le fils du filibustier
- 1922: La revenante
- 1923: La gosseline
- 1923: Vindicta
- 1923: L’orphelin de Paris
- 1924: Lucette
- 1924: Pierrot-Pierrette
- 1924: Le stigmate
- 1925: Don Juan et Faust
- 1926: Nana
- 1927: Marquitta
- 1928: Hara-Kiri
- 1930: Mon ami Victor
- 1931: Un chien qui rapporte
- 1931: Le monsieur de minuit
- 1932: Clochard
- 1932: La folle nuit
- 1932: Amour...amour
- 1933: L’assommoir
- 1933: Chourinette
- 1934: Famille nombreuse
- 1935: Gangster malgré lui
- 1935: Jérôme Perreau
- 1936: Le faiseur
- 1936: Maria de la nuit
- 1937: Les deux combinards
- 1937: Le tour de Nesle
- 1939: Le café du port
- 1939: L’Emigrante – Roman einer Abenteurerin (L’émigrante)
- 1942: L’homme qui joue avec le feu
- 1942: Une étoile au soleil
- 1943: Graine au vent
- 1944: La grande meute
- 1945: Le père Serge
- 1945: König der Nassauer (Le roi des resquilleurs)
- 1946: Der unbekannte Sänger (Le chanteur inconnu)
- 1946: Zwei in Paris (Antoine et Antoinette)
- 1947: L’idole
- 1948: Docteur Laennec
- 1948: Die Guillotine ist weg (La veuve et l’innocent)
- 1949: Jugend von heute (Rendez-vous de juillet)
- 1950: Né de père inconnu